# Pinol (España)
Pinol (llamada oficialmente San Vicente de Pinol) es una parroquia española del municipio de Sober, en la provincia de Lugo, Galicia.

## Límites
Limita con las parroquias de Bulso al norte, Lobios y Amandi al este y Santiorjo al oeste. Al sur limita con el municipio orensano de Parada de Sil, del que está separada por el río Sil.

## Organización territorial
La parroquia está formada por once entidades de población, constando diez de ellas en el nomenclátor del Instituto Nacional de Estadística español:

### Entidades de población
Entidades de población que forman parte de la parroquia:
- Campo (O Campo)
- Chavián
- Chousas (As Chousas)
- Cimadevila
- Gándaras (As Gándaras)
- Pacios (O Pacio)
- Portabrosmos
- Sampil
- San Paio
- Vilariño

### Despoblado
Despoblado que forma parte de la parroquia:
- Outeiro (O Outeiro)

## Demografía
| Gráfica de evolución demográfica de Pinol entre 2000 y 2021 |
|                                                             |
| Datos según el nomenclátor publicado por el INE.            |

## Patrimonio
- Santuario de Nuestra Señora de Cadeiras